# La Flèche et le Flambeau
Pour plus de détails, voir Fiche technique et Distribution.
La Flèche et le Flambeau (The Flame and the Arrow) est un film américain réalisé par Jacques Tourneur, sorti en 1950.

## Synopsis
Dans l’Italie du Nord, au XIIe siècle, un fringant montagnard nommé Dardo accompagné de son jeune fils, reviennent sur leur cheval d’un long séjour de chasse fructueux. Pourtant, au village où on les accueille dans les démonstrations de joie, un danger couve. Car un châtelain, chef de guerre, veut imposer son joug à la population, ceci sous le motif de vouloir unifier des domaines, et parallèlement en tirer profit notamment par l’exercice de l’impôt. Or, lors de sa visite au village, encadré de ses troupes, nous apprenons que l’actuelle épouse du félon n’est autre que l’ancienne amante de Dardo, et aussi la mère du jeune enfant revenant de chasse avec lui. Et un enfant dont elle veut la garde à présent, comptant lui offrir l’éducation liée à son rang. Mais Dardo refuse, opposant que son fils ne recevra pas les leçons d’un lâche et d’une femme fourbe et ambitieuse. S’ensuit alors une poursuite à l’intérieur du village, au terme de laquelle Dardo est gravement blessé d’une flèche dans le dos, tandis que les soldats s’emparent de l’enfant et l’amènent au château.
Quelques jours passent, Dardo est remis de ses blessures, et une bande d’amis fidèles et au moins aussi fiers et batailleurs que lui se réfugient dans la montagne, au creux d’un temple de pierre abandonné. Bientôt, épaulé par son vieil ami d’enfance Piccolo (un homme muet de naissance), Dardo se rend au château dans l’intention de récupérer son fils, mais la tentative échoue face au surnombre de la garde. Il réussit néanmoins à s’emparer de la fille du tyran, Anne de Hesse, qu’il tiendra en otage dans l’idée d’un échange à venir. C’est Piccolo qu’on charge d’adresser ce message pour un échange, mais l’entrevue finit mal, et il se fait torturer avant d'être renvoyé à Dardo, en même temps que des représailles sont menées au village, et qu’un gibet doit être élevé le lendemain pour pendre cinq personnes prises au hasard.
Apprenant ce qui se passe, Dardo se fait connaître à la troupe et offre d’échanger sa vie pour celles des condamnés. Le tyran accepte, mais ignore que le bourreau a été neutralisé au dernier moment et que même si l’exécution va jusqu’au bout, Dardo se dandine tout à fait vivant au bout de sa corde, ceci grâce à un ingénieux corset. Après quoi, après un enterrement qui lui laisse meilleure liberté d’agir, et aussi comptant sur une vigilance plus faible du côté de l‘ennemi, il prépare une contre-attaque décisive. Mais encore, grâce l’intervention secrète de la fille du tyran (et qu’il avait relâchée, n’ayant nullement eu l’intention de la tuer… bien au contraire), Dardo apprend qu’il a été trahi dans son plan d’attaque pour le lendemain. De ce fait, et malgré une confiance limitée accordée aux dires de la fille, il décide d’attaquer immédiatement. Profitant de l’occasion qu’une troupe de saltimbanques se produit au château à ce moment même, il mène l’assaut final après s’être déguisé lui et son groupe en artistes de foire.

## Fiche technique
- Titre original : The Flame and the Arrow
- Titre français : La Flèche et le Flambeau
- Réalisation : Jacques Tourneur
- Scénario : Waldo Salt
- Direction artistique : Edward Carrere
- Musique :  Max Steiner
- Décors : Lyle B. Reifsnider
- Costumes : Marjorie Best
- Photographie : Ernest Haller
- Son : Francis J. Scheid
- Montage : Alan Crosland Jr.
- Producteurs : Frank Ross et Harold Hecht
- Producteur associé : Norman Deming
- Société de production : Norma F. R. Productions et Frank Ross Productions
- Société de distribution : Warner Bros.
- Pays d'origine :  États-Unis
- Langue originale : anglais
- Format : couleur (Technicolor) — 35 mm — 1,37:1 —  son Mono (RCA Sound System)
- Genre : film d'aventure
- Durée : 89 minutes
- Dates de sortie : 
  - États-Unis : 7 juillet 1950 (première à New York)
  - France : 27 juin 1951
- Affiche : Joseph Koutachy (France)

## Distribution

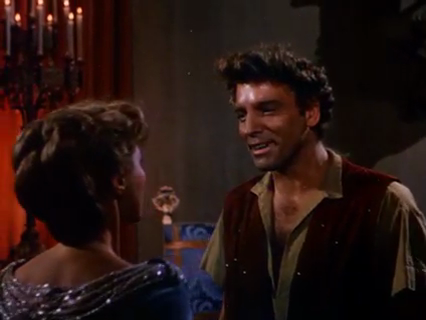
Burt Lancaster et Virginia Mayo

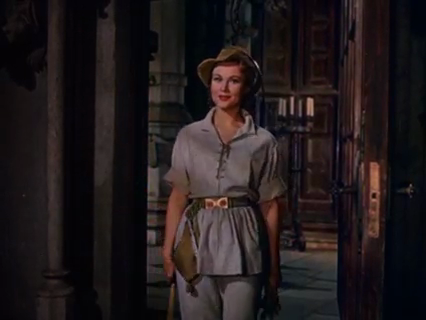
Virginia Mayo

- Burt Lancaster (V.F. : Jean Davy) : Dardo Bartoli
- Virginia Mayo (V.F. : Claire Guibert) : Anne de Hesse
- Robert Douglas (V.F. : Claude Peran) : Marquis Alessandro de Granazia
- Aline MacMahon  (V.F. : Mona Dol) : Nonna Bartoli
- Victor Kilian  (V.F. : Camille Guerini ) : L'apothicaire Mazzoni
- Robin Hughes (V.F. : René Arrieu) : L’écorcheur
- Norman Lloyd (V.F. : Roger Rudel) : Apollon le troubadour
- Frank Allenby (V.F. : Jean-Henri Chambois) : Comte Ulrich de Hesse
- Leon Belasco (V.F. : Robert Dalban) : Arturo de Milan
- Nick Cravat : Piccolo
- Lynn Baggett : Francesca
- Gordon Gebert : Rudi
- Francis Pierlot : Papa Pietro Bartoli

Acteurs non crédités :
- John George : un villageois
- Philip Van Zandt : un noble de la cour de Hesse

## À noter
- Une partie des décors et des costumes proviennent du film Les Aventures de Robin des Bois. Le rôle tenu par Burt Lancaster devait d'ailleurs initialement être interprété par Errol Flynn.
- Nick Cravat n'est pas muet, mais il a un très fort accent de Brooklyn, qui le rend un peu déplacé dans les films d'époque[1].

## Accueil
« S'installant dans les décors où Errol Flynn tourna Robin des bois, l'acteur s'est amusé à parodier cette légende à la sauce forestière. Chargé de préoccupations très modernes (c'est un père divorcé), Dardo/Lancaster n'est jamais guindé dans son héroïsme. Son sens du devoir s'exprime dans la fantaisie échevelée, avec force bons mots, exercices de voltige et pieds de nez. Acrobate depuis son plus jeune âge, Burt Lancaster a d'ailleurs tenu à exécuter lui-même toutes les cascades de cette légende féerique [...] Au-delà de cet esprit caustique et provocateur, véritable marque de l'acteur indépendant, le film pose de discrètes questions sur la dictature, tout en restant toujours proche de sa mission principale : amuser sans faiblir. »

— Marine Landrot, Télérama, 21 octobre 2006

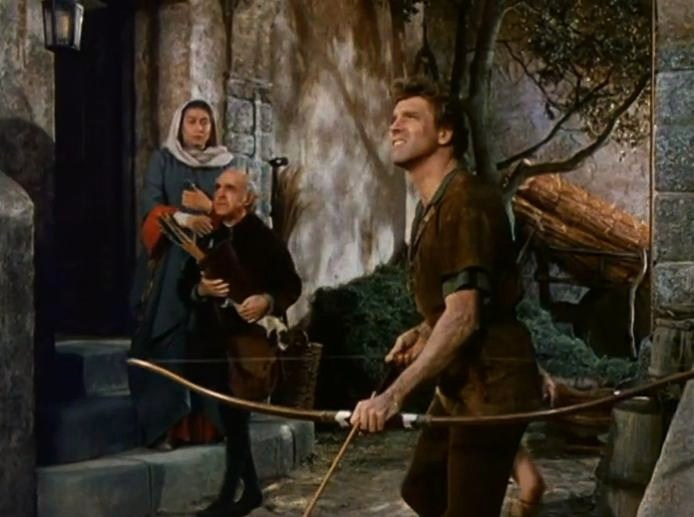
Nom du fichier : The Flame and the Arrow (1950) trailer 4.jpg Description : Left to right: Aline MacMahon, Francis Pierlot, and Burt Lancaster in The Flame and the Arrow (1950) - trailer (cropped screenshot) Licence : Public domain
Date : 1950 Auteur : trailer screenshot (Warner Bros.)Catégories : Aline MacMahon, Bruit Lancaster, Francis Pierlot, The Flame and the Arrow (trailer screenshots).

## DVD
Le film a fait l'objet de trois éditions en zone 2 :
- Le film est sorti en DVD le 5 décembre 2007 chez Warner Home Vidéo France au format 1.33:1 plein écran en anglais, espagnol et allemande 2.0 mono avec sous-titres français, anglais, espagnols, allemands, danois, norvégiens, finlandais, suédois, anglais et allemands pour sourds et malentendants. En suppléments un cartoon "Strife with Father", un court métrage des années 50 "So You're going to Have an Operation" (10 minutes) et la bande annonce du film [2].
- Le film est sorti en DVD le 15 janvier 2008 chez l'éditeur espagnol Impulso Records avec les mêmes bonus que l'édition française éditée chez Warner Home Vidéo France mais avec la présence de l'audio française. ASIN B0055KOCKE.
- Le film est sorti en DVD le 6 février 2013 chez l'éditeur italien Golem Vidéo avec les mêmes caractéristiques techniques que les précédentes mais uniquement en audio italienne et anglaise 2.0 avec sous-titres italiens. En supplément, juste la bande annonce. ASIN B00ABXSS32.